# Segelfluggelände Amberg

i7
i11
i13
Das Segelfluggelände Amberg, bis 2002 als Segelfluggelände Rammertshof bezeichnet, liegt in der kreisfreien Stadt Amberg in Bayern, etwa 3,5 Kilometer westlich des Zentrums von Amberg.

## Flugbetrieb
Das Segelfluggelände ist mit einer 700 m langen und 30 m breiten Start- und Landebahn aus Gras (Richtung 08/26) sowie mit einer 350 m langen und 30 m breiten Landebahn aus Gras (Richtung 29) ausgestattet. Es besitzt eine Betriebszulassung für Segelflugzeuge, Motorsegler und Ultraleichtflugzeuge. Der Start von Segelflugzeugen erfolgt per Windenstart oder Flugzeugschlepp. Der Halter und Betreiber des Segelfluggeländes ist die Luftsportgruppe Amberg e. V.